# もうふりむかない
もうふりむかないはノア・ミュージック・ミニストリーの代表的な子供向けのコンテンポラリー・ワーシップ・ミュージックの曲、福音派の教会の礼拝、教会学校、夏季学校、バイブル・キャンプなどで頻繁に歌われる。賛美を通して悔い改めた喜びを歌にしたもの。

## 歌詞
もうふりむかない

もうふりむけない

もうつぶやかない

もうつぶやけない

イエスさまと共に歩む

日々はもう輝いている

いつもイエスさまに愛されているから

手を挙げてわたしはあなたをほめ歌う。

主の愛に私は満ちてる

## 聖句
出エジプト17:11にイスラエルの指導者モーセが手を上げて祈った記事がある。また、使徒パウロの第一テモテ2:8は「ですから、私は願うのです。男は、怒ったり言い争ったりすることなく、どこででもきよい手を上げて祈るようにしなさい。」と願っている。